# Som (moeda quirguiz)

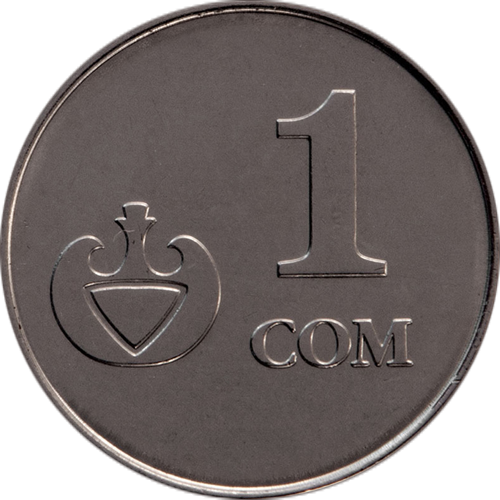
Moeda de 1 som

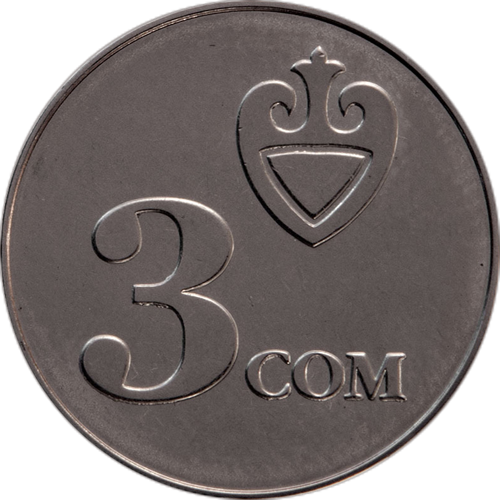
Moeda de 3 som

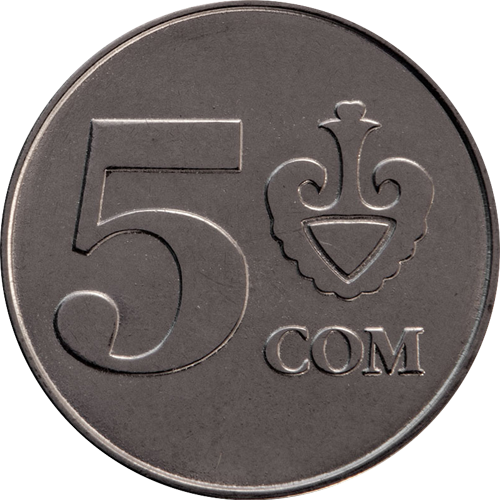
Moeda de 5 som

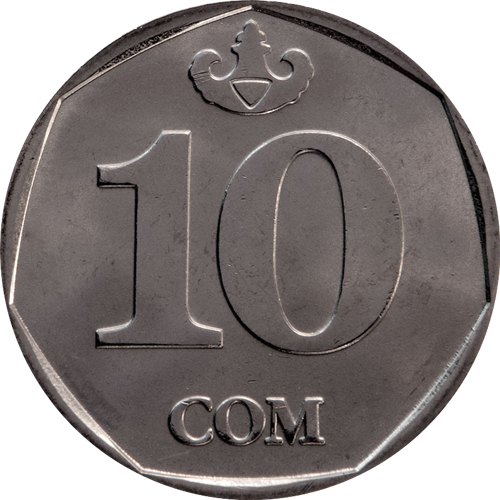
Moeda de 10 som

O som ou, na sua forma aportuguesada, some (plural de ambas as formas em português: somes) é a moeda do Quirguistão.
Está dividida em 100 tyiyn. 1 dólar vale 48 somes, o que faz dela uma das moedas mais valorizadas da Ásia Central.
Há notas de 1, 5, 10, 20, 50, 100, 200, 500 e 1000 somes. Até 2008, não havia moedas de som. As notas têm efígies de personagens importantes na história do Quirguistão em um lado, e construções e monumentos famosos no outro.
A palavra "som" significa "puro" em quirguiz (língua local) e em diversas outras de mesma origem. Refere-se ao ouro puro. O rublo era chamado "som" em algumas ex-repúblicas soviéticas. Desde 2008 que existem moedas de 1, 10 e 50 tyiyn e de 1, 3 e 5 somes.

### A primeira série de 1993
| Imagem | nominal  | data de lançamento |
| ------ | -------- | ------------------ |
|        | 1 tyiyn  | 10 de maio de 1993 |
|        | 10 tyiyn | 10 de maio de 1993 |
|        | 50 tyiyn | 10 de maio de 1993 |
|        | 1 som    | 10 de maio de 1993 |
|        | 5 somes  | 10 de maio de 1993 |
|        | 20 somes | 10 de maio de 1993 |

### A segunda série de 1994
| Imagem | nominal   | data de lançamento |
| ------ | --------- | ------------------ |
|        | 1 som     | 1994               |
|        | 5 somes   | 1994               |
|        | 10 somes  | 1994               |
|        | 20 somes  | 1994               |
|        | 50 somes  | 1994               |
|        | 100 somes | 1995               |

### A terceira série em 1997
| Imagem | nominal    | data de lançamento |
| ------ | ---------- | ------------------ |
|        | 1 som      | 2000               |
|        | 5 somes    | 1997               |
|        | 10 somes   | 1997               |
|        | 20 somes   | 2002               |
|        | 50 somes   | 2002               |
|        | 100 somes  | 2002               |
|        | 200 somes  | 2000               |
|        | 200 somes  | 2004               |
|        | 500 somes  | 2000               |
|        | 500 somes  | 2005               |
|        | 1000 somes | 2000               |

### A quarta série em 2009
| Imagem | nominal    | data de lançamento |
| ------ | ---------- | ------------------ |
|        | 20 somes   | 2009               |
|        | 50 somes   | 2009               |
|        | 100 somes  | 2009               |
|        | 200 somes  | 2010               |
|        | 500 somes  | 2010               |
|        | 1000 somes | 2010               |
|        | 5000 somes | 2009               |